# Mizar (sao)
Mizar hay Zeta Ursae Majoris (ζ UMa / ζ Ursae Majoris), là một hệ 4 sao nằm ở vị trí thứ hai tính từ cuối cánh tay đòn của chòm sao Đại Hùng. Tên gọi Mizar có nguồn gốc từ tiếng Ả Rập ميزر mi'zar, nghĩa là cạp [quần, váy] hay đai. Trong tiếng Trung nó được gọi là 開陽 (sao Khai Dương). Năm 2016, Hiệp hội Thiên văn Quốc tế tổ chức Nhóm công tác IAU về tên sao (WGSN) để lập danh lục và chuẩn hóa tên riêng của các ngôi sao. Bản tin đầu tiên của WGSN xuất bản tháng 7 năm 2016 bao gồm một bảng chứa hai loạt tên gọi đầu tiên được WGSN phê duyệt; trong đó bao gồm Mizar cho ζ UMa. Theo các quy tắc của IAU, tên gọi Mizar chỉ được áp dụng cho thành phần Aa, mặc dù theo truyền thống nó được sử dụng phổ biến cho cả 4 sao tạo ra hệ sao mà mắt thường nhìn thấy như là một sao.
Với mắt thường người ta cũng có thể nhìn thấy sao mờ đồng hành với nó, về phía đông, có tên gọi là Alcor hay 80 Ursae Majoris, nằm cách nó 11,8 phút cung về phía đông bắc. Mizar có cấp sao biểu kiến 2,06 và lớp quang phổ A1 V, trong khi Alcor có cấp sao biểu kiến 4,01 và lớp quang phổ A5 V. Các tài liệu Ả Rập viết rằng chỉ những người nào với thị lực tốt mới có thể nhìn thấy sao đồng hành của Mizar. Nhà thiên văn Patrick Moore đã cho rằng điều này trên thực tế có lẽ để chỉ một ngôi sao khác nằm giữa Mizar và Alcor. Mizar và Alcor  nằm cách nhau khoảng 3 năm ánh sáng, và cho dù chuyển động riêng của chúng chỉ ra rằng chúng chuyển động cùng nhau (chúng đều là các thành viên của nhóm di chuyển Ursa Major), nhưng khó có thể tin là chúng tạo thành một hệ thống sao đôi thật sự, mà chỉ đơn giản là sao đôi quang học.

## Các thành phần
Các thành phần khác của hệ thống Mizar được phát hiện với sự phát minh ra kính thiên văn và quang phổ học; mục tiêu dễ dàng chia tách bằng thị giác Mizar đã trở thành sao đôi đầu tiên được phát hiện bằng kính thiên văn—có lẽ nhất là do Benedetto Castelli, người vào năm 1617 đã đề nghị Galileo Galilei quan sát nó. Galileo khi đó đã tạo ra một hồ sơ chi tiết về hệ sao đôi này. Muộn hơn, vào khoảng năm 1650, Riccioli đã viết về Mizar dường như là một sao đôi. Nó bao gồm Mizar A và Mizar B, trong đó cả Mizar A lẫn Mizar B trên thực tế đều lại là các sao đôi. Hệ sao đôi thứ hai, Mizar B, có cấp sao 3,95 và lớp quang phổ A5 hay A7, và nằm trong phạm vi khoảng 500 AU từ hệ sao đôi Mizar A (14 giây cung); hai hệ sao đôi này phải mất ít nhất 5.000 năm để xoay quanh nhau.
Mizar A (cấp sao 2,27) là hệ sao đôi được phát hiện đầu tiên bằng kính quang phổ, do Pickering thực hiện năm 1889. Hai thành phần này đều khoảng 30 lần chói sáng hơn Mặt Trời và xoay quanh nhau với chu kỳ khoảng 20 ngày, với khoảng cách giữa chúng chỉ khoảng 7-8 phần nghìn của một giây cung.
Mizar B sau này cũng được phát hiện là sao đôi quang phổ với chu kỳ khoảng nửa năm.
Mizar như vậy trên thực tế là một bộ bốn sao, gồm hai cặp sao đôi-sao đôi để tạo thành một hệ sao đôi lớn. Nó chuyển động trong vũ trụ cùng với sao đồng hành xa hơn là Alcor. Mizar và Alcor cùng nhau như thế có lẽ tạo thành một cặp 5 sao và Alcor phải mất ít nhất 750.000 năm để xoay trọn một vòng xung quanh hệ 4 sao của Mizar.
Năm 1996, các thành phần của hệ sao đôi Mizar A đã được chụp ảnh với độ phân giải cực cao, sử dụng Giao thoa kế quang học nguyên mẫu hải quân (Navy Prototype Optical Interferometer) của Đài thiên văn hải quân Hoa Kỳ.
Tổng thể hệ thống 4 sao này nằm cách Trái Đất khoảng 78 năm ánh sáng. Các thành phần này đều là thành viên của nhóm di chuyển Ursa Major hay Collinder 285, một nhóm phân tán nhất của các ngôi sao chia sẻ cùng một thời điểm sinh ra, như được xác định bằng chuyển động riêng của chúng. Các ngôi sao khác của mảng sao Bắc Đẩu, ngoại trừ Dubhe và Alkaid, cũng thuộc về nhóm này.

## Các tên gọi khác
Mizar được biết đến như là Vasistha trong các sách chiêm tinh học Ấn Độ.
Đạo giáo Trung Hoa nhân cách hóa ζ Ursae Majoris thành Lộc tinh (祿星, sao Lộc).
Trong thiên văn học Trung Quốc, 北斗 (Běi Dǒu, Bắc Đẩu) có nghĩa là mảng sao Bắc Đẩu gồm 7 sao Thiên Xu, Thiên Tuyền, Thiên Ki, Thiên Quyền, Ngọc Hành, Khai Dương và Dao Quang. Như thế, tên gọi tiếng Trung của ζ Ursae Majoris là 北斗六 (Běi Dǒu liù, Bắc Đẩu lục) hay 開陽 (Khai Dương). Trong dân gian còn gọi nó là sao Võ Khúc/Vũ Khúc (Võ/Vũ Khúc tinh, 武曲星).
Trong thần thoại Mi'kmaq về con gấu lớn và bảy thợ săn, Mizar là Chickadee và Alcor là nồi nấu ăn của anh ta.